# Palazzo Spinola (Rocchetta Ligure)
Il Palazzo Spinola di Rocchetta Ligure in val Borbera fu costruito come residenza estiva degli Spinola tra il 1666 e il 1678 da Napoleone IV Spinola, signore del feudo di Roccaforte Ligure, parte dei Feudi Imperiali liguri.
Con l'arrivo di Napoleone nel 1797 e l'annessione alla Repubblica Ligure rimase disabitato e in abbandono.
È sede del comune e nel 1990 è diventato anche sede del Museo della Resistenza e della Vita Sociale.
Dal 1999 al 2005 è stato anche la sede europea del Living Theatre di New York, aperto con contributi dell'Unione europea.
Fa parte del circuito dei cosiddetti "Castelli Aperti".